# Lantzia carinata
Lantzia carinata е вид коремоного от семейство Lymnaeidae. Видът е критично застрашен от изчезване.

## Разпространение
Разпространен е в Реюнион.